# Nasimikend
Nasimikend är en ort i Azerbajdzjan.   Den ligger i distriktet Saatlı Rayonu, i den sydöstra delen av landet, 120 km sydväst om huvudstaden Baku. Antalet invånare är 3 286.
Terrängen runt Nasimikend är mycket platt. Närmaste större samhälle är Əhmədbəyli, 18,4 km väster om Nasimikend.
Trakten runt Nasimikend består till största delen av jordbruksmark. Runt Nasimikend är det ganska tätbefolkat, med 72 invånare per kvadratkilometer.